# Copa de Campeones Árabe 2023
La Copa de Campeones Árabe 2023, llamada oficialmente «King Salman Club Cup 2023» (en árabe: كأس الملك سلمان للأندية 2023‎), fue la 30.ª edición del torneo fútbol a nivel de clubes del mundo árabe organizado por la UAFA, contó con la participación de 37 equipos. La fase final del torneo tuvo lugar en Arabia Saudita, por ello el nombre del torneo se debió al Rey de esa nación, Salmán bin Abdulaziz.
El Raja Casablanca de Marruecos partió como el campeón defensor, la competencia en pleno regresó tras las restricciones generadas por la pandemia de covid-19. Al-Nassr logró su primer título en la historia del torneo al derrotar a Al-Hilal por 2-1 en el tiempo suplementario, con dos goles de Cristiano Ronaldo.

## Asignación de cupos
La asignación de cupos para cada asociación miembro fue realizada con base en la Clasificación Mundial de la FIFA de cada una de ellas al 22 de diciembre de 2022.
| Rank. Zona | Asociación                 | Clasificación Mundial FIFA | Equipos (19 total) | Equipos (19 total)   | Equipos (19 total) |
| Rank. Zona | Asociación                 | Clasificación Mundial FIFA | Fase de grupos     | Ronda clasificatoria | Ronda preliminar   |
| ---------- | -------------------------- | -------------------------- | ------------------ | -------------------- | ------------------ |
| 1          | Arabia Saudita (anfitrión) | 49                         | 3                  | 1                    | 0                  |
| 2          | Catar                      | 60                         | 1                  | 1                    | 0                  |
| 3          | Irak                       | 68                         | 1                  | 1                    | 0                  |
| 4          | EAU                        | 70                         | 0                  | 1                    | 0                  |
| 5          | Omán                       | 75                         | 0                  | 2                    | 0                  |
| 6          | Jordania                   | 84                         | 0                  | 1                    | 0                  |
| 7          | Baréin                     | 85                         | 0                  | 2                    | 0                  |
| 8          | Siria                      | 90                         | 0                  | 1                    | 0                  |
| 9          | Palestina                  | 93                         | 0                  | 1                    | 0                  |
| 10         | Líbano                     | 100                        | 0                  | 1                    | 0                  |
| 11         | Kuwait                     | 148                        | 0                  | 1                    | 0                  |
| 12         | Yemen                      | 154                        | 0                  | 0                    | 1                  |

| Rank. Zona | Asociación | Clasificación Mundial FIFA | Equipos (18 total) | Equipos (18 total)   | Equipos (18 total) |
| Rank. Zona | Asociación | Clasificación Mundial FIFA | Fase de grupos     | Ronda clasificatoria | Ronda preliminar   |
| ---------- | ---------- | -------------------------- | ------------------ | -------------------- | ------------------ |
| 1          | Marruecos  | 11                         | 2                  | 1                    | 0                  |
| 2          | Túnez      | 30                         | 1                  | 2                    | 0                  |
| 3          | Egipto     | 39                         | 1                  | 1                    | 0                  |
| 4          | Argelia    | 40                         | 1                  | 1                    | 0                  |
| 5          | Mauritania | 103                        | 0                  | 1                    | 0                  |
| 6          | Libia      | 120                        | 0                  | 2                    | 0                  |
| 7          | Sudán      | 128                        | 0                  | 2                    | 0                  |
| 8          | Comoras    | 129                        | 0                  | 0                    | 1                  |
| 9          | Yibuti     | 193                        | 0                  | 0                    | 1                  |
| 10         | Somalia    | 204                        | 0                  | 0                    | 1                  |

## Formato
|                                           |                                           | Equipos que entraron en esta ronda | Equipos que avanzaron de la ronda previa             |
| ----------------------------------------- | ----------------------------------------- | --- | ---------------------------------------------------- |
| Ronda preliminar (4 equipos)              | Ronda preliminar (4 equipos)              | - 4 equipos |                                                      |
| Primera ronda clasificatoria (24 equipos) | Primera ronda clasificatoria (24 equipos) | - 23 equipos | - Un ganador de la ronda preliminar                  |
| Segunda ronda clasificatoria (12 equipos) | Segunda ronda clasificatoria (12 equipos) | | - 12 ganadores de la primera ronda clasificatoria    |
| Fase de grupos (16 equipos)               | Fase de grupos (16 equipos)               | - 10 equipos: - Campeón vigente - Subcampeón vigente - Campeón de Argelia - Campeón de Egipto - Campeón de Irak - Campeón de Marruecos - Campeón de Catar - Campeón de Arabia Saudita - Campeón de Túnez - Invitado del país anfitrión | - 6 ganadores de la segunda ronda clasificatoria     |
| Fase eliminatoria (8 equipos)             | Fase eliminatoria (8 equipos)             | | - 4 ganadores de grupo - 4 segundos puestos de grupo |

## Participantes
Los números entre paréntesis muestran la posición de cada equipo en la tabla de la liga nacional de la última temporada.
| Ronda en la que entraron | Ronda en la que entraron | Equipos                  | Equipos                  | Equipos                 | Equipos                |  |  |
| ------------------------ | ------------------------ | ------------------------ | ------------------------ | ----------------------- | ---------------------- |  |  |
| Fase de grupos           | Fase de grupos           | Raja Casablanca (2.º)CV  | Al-Ittihad (2.º)SV       | Al-Nassr (3.º)INV       | Belouizdad (1.º)       |  |  |
| Fase de grupos           | Fase de grupos           | Zamalek (1.º)            | Al-Shorta (1.º)          | Wydad Casablanca (1.º)  | Al-Sadd (1.º)          |  |  |
| Fase de grupos           | Fase de grupos           | Al-Hilal (1.º)           | Espérance de Tunis (1.º) |                         |                        |  |  |
|                          |                          |                          |                          |                         |                        |  |  |
| Ronda clasificatoria     | Ronda clasificatoria     | Saoura (3.º)             | Manama Club (2.º)        | Al-Muharraq (4.º)       | Tala'ea El-Gaish (4.º) |  |  |
| Ronda clasificatoria     | Ronda clasificatoria     | Al-Quwa Al-Jawiya (2.º)  | Shabab Al-Ordon (4.º)    | Al-Kuwait (1.º)         | Bourj (3.º)            |  |  |
| Ronda clasificatoria     | Ronda clasificatoria     | Al-Ittihad Trípoli (1.º) | Al Ahli Trípoli (2.º)    | Nouadhibou (1.º)        | FAR Rabat (3.º)        |  |  |
| Ronda clasificatoria     | Ronda clasificatoria     | Al-Seeb (1.º)            | Al-Nahda (2.º)           | Shabab Al-Khaleel (1.º) | Qatar (9.º)            |  |  |
| Ronda clasificatoria     | Ronda clasificatoria     | Al-Shabab (4.º)          | Al-Hilal Omdurmán (1.º)  | Al-Merrikh (2.º)        | Teshrin (1.º)          |  |  |
| Ronda clasificatoria     | Ronda clasificatoria     | Monastir (2.º)           | Sfaxien (3.º)            | Al-Wahda (3.º)          |                        |  |  |
|                          |                          |                          |                          |                         |                        |  |  |
| Ronda preliminar         | Ronda preliminar         | Volcan Club (1.º)        | Arta/Solar7 (1.º)        | Horseed (1.º)           | Fahman Abyan (1.º)     |  |  |

Notas
- Campeón vigente (CV): Raja Casablanca fue el campeón de la Copa de Campeones Árabe 2019-20.
- Subcampeón vigente (SV): Al-Ittihad fue el subcampeón de la Copa de Campeones Árabe 2019-20.
- Invitado (INV): Al-Nassr fue el equipo invitado del país anfitrión escogido por la UAFA.

## Calendario
El calendario fue el siguiente.
| Fase           | Ronda            | Sorteo     | Ida                    | Vuelta                  |
| -------------- | ---------------- | ---------- | ---------------------- | ----------------------- |
| Preliminar     | Primera ronda    | —          | 2 de marzo             | 2 de marzo              |
| Preliminar     | Play-off         | —          | 5 de marzo             | 5 de marzo              |
| Clasificatoria | Primera ronda    | 6 de marzo | 13 de marzo–7 de abril | 21 de marzo–16 de abril |
| Clasificatoria | Segunda ronda    | 6 de marzo | 8 de mayo–4 de julio   | 11 de mayo–7 de julio   |
| Grupos         | Jornada 1        | 6 de marzo | 27–28 de julio         | 27–28 de julio          |
| Grupos         | Jornada 2        | 6 de marzo | 30–31 de julio         | 30–31 de julio          |
| Grupos         | Jornada 3        | 6 de marzo | 2–3 de agosto          | 2–3 de agosto           |
| Eliminatoria   | Cuartos de final | 6 de marzo | 5–6 de agosto          | 5–6 de agosto           |
| Eliminatoria   | Semifinales      | 6 de marzo | 9 de agosto            | 9 de agosto             |
| Eliminatoria   | Final            | 6 de marzo | 12 de agosto           | 12 de agosto            |

## Árbitros
| Zona Asia Árbitros - Ali Sabah - Mohanad Qasim Sarray - Adham Makhadmeh - Ahmad Al-Ali - Abdulrahman Al-Jassim - Mohammed Al-Shammari - Majed Al-Shamrani - Mohammed Al-Hoish - Khalid Al-Turais - Hanna Hattab - Ammar Al-Jeneibi - Adel Al-Naqbi | Árbitros asistentes - Abdulla Saleh - Mohamed Jaafar Salman - Hayder Abdulhasan Ali - Ameer Dawood Hussein - Ahmed Al-Ali - Mohammad Abu Loum - Ahmed Al-Roalle - Abdulhadi Manea - Ahmad Sadeq - Hussein Abo Yehia - Abu Bakar Al-Amri - Rashid Al-Ghaithi - Taleb Salem Al-Marri - Saoud Ahmed Al-Maqaleh - Faisal Al-Qahtani - Hesham Al-Refai - Ali Ahmad - Mazen Zazfoun - Jasem Abdulla Al-Ali - Ali Rashid Al-Nuaimi | Zona África Árbitros - Lotfi Bekouassa - Lahlou Benbraham - Mahmoud El Banna - Amin Omar - Abdulrazg Ahmed - Abdulwahid Huraywidah - Dahane Beida - Samir Guezzaz - Rédouane Jiyed - Sadok Selmi | Árbitros asistentes - Mokrane Gourari - Abbes Zerhouni - Mahmoud Ashour - Ahmed Hossam Eldin - Mahmoud Abo El Regal - Wahed Al Jaahawe - Attia Amsaaed - Brahim Hmade - Mohamed Yahia Youssouf - Mustapha Akerkad - Lahcen Azgaou - Omer Hamid Ahmed - Mohammed Ibrahim - Haythem Guirat - Khalil Hassani - Aymen Ismail |

## Ronda preliminar
En la ronda preliminar, cuatro equipos se dividieron en dos llaves, en esta ocasión según los coeficientes de países por clasificación FIFA. Jugaron dos semifinales, y los ganadores de las mismas jugaron una final para definir al equipo que jugó la primera ronda clasificatoria.
|  | Semifinales       | Semifinales  |                   |   | Final | Final |
|  |                   |              |                   |   |       |       |
|  | 2 de marzo – Yeda |              |                   |   |       |       |
|  |                   |              |                   |   |       |       |
|  | Arta/Solar7       | 2            |                   |   |       |       |
|  | Arta/Solar7       | 2            | 5 de marzo – Yeda |   |       |       |
|  | Volcan Club       | 0            |                   |   |       |       |
|  | Volcan Club       | 0            | Arta/Solar7       | 1 |       |       |
|  | 2 de marzo – Yeda |              | Arta/Solar7       | 1 |       |       |
|  |                   | Fahman Abyan | 2                 |   |       |       |
|  | Fahman Abyan      | Fahman Abyan | 2                 | 3 |       |       |
|  | Fahman Abyan      |              |                   | 3 |       |       |
|  | Horseed           | 0            |                   |   |       |       |
|  | Horseed           | 0            |                   |   |       |       |

## Ronda clasificatoria
En esta ronda 24 equipos fueron sorteados en formato de etapa eliminatoria de dos partidos, 23 equipos ingresaron directamente a la primera ronda de clasificación, más un equipo que avanzó de la ronda preliminar. Los 12 ganadores avanzaron a la segunda ronda de clasificación jugando un formato de etapa eliminatoria de dos partidos, 6 equipos ganadores pasaron a la fase de grupos.

### Primera ronda clasificatoria
| Equipo 1          | Agr.         | Equipo 2           | Ida | Vuelta |
| ----------------- | ------------ | ------------------ | --- | ------ |
| FAR Rabat         | 5–4          | Al-Ittihad Trípoli | 4–1 | 1–3    |
| Bourj             | 0–4          | Al-Wahda           | 0–3 | 0–1    |
| Al-Merrikh        | 2–2 (v.)     | Teshrin            | 2–1 | 0–1    |
| Al-Quwa Al-Jawiya | 1–5          | Al-Shabab          | 1–1 | 0–4    |
| Al-Hilal Omdurmán | 4–2          | Manama Club        | 3–0 | 1–2    |
| Sfaxien           | 1–1 (v.)     | Qatar              | 0–0 | 1–1    |
| Tala'ea El-Gaish  | 2–3          | Al Ahli Trípoli    | 1–2 | 1–1    |
| Al-Nahda          | 5–0          | Shabab Al-Khaleel  | 2–0 | 3–0    |
| Fahman Abyan      | 0–6          | Monastir           | 0–4 | 0–2    |
| Al-Muharraq       | 2–2 (5–4 p.) | Al-Seeb            | 2–0 | 0–2    |
| Nouadhibou        | 4–2          | Shabab Al-Ordon    | 4–1 | 0–1    |
| Al-Kuwait         | 2–1          | Saoura             | 1–0 | 1–1    |

### Segunda ronda clasificatoria
| Equipo 1          | Agr. | Equipo 2    | Ida | Vuelta |
| ----------------- | ---- | ----------- | --- | ------ |
| FAR Rabat         | 0–3  | Al-Wahda    | 0–0 | 0–3    |
| Teshrin           | 2–4  | Al-Shabab   | 1–1 | 1–3    |
| Al-Hilal Omdurmán | 1–2  | Sfaxien     | 1–0 | 0–2    |
| Al Ahli Trípoli   | 4–2  | Al-Nahda    | 4–2 | 0–0    |
| Monastir          | 3–0  | Al-Muharraq | 2–0 | 1–0    |
| Nouadhibou        | 1–3  | Al-Kuwait   | 1–2 | 0–1    |

## Fase de grupos

### Grupo A
| Pos. | Equipo             | Pts. | PJ | G | E | P | GF | GC | Dif. | Clasificación     |   | ITT | SHO | ESP | SFA |
| ---- | ------------------ | ---- | -- | - | - | - | -- | -- | ---- | ----------------- | - | --- | --- | --- | --- |
| 1    | Al-Ittihad         | 9    | 3  | 3 | 0 | 0 | 5  | 2  | +3   | Fase eliminatoria |   | —   | —   | —   | 1–0 |
| 2    | Al-Shorta          | 4    | 3  | 1 | 1 | 1 | 2  | 2  | 0    | Fase eliminatoria |   | 1–2 | —   | 0–0 | —   |
| 3    | Espérance de Tunis | 2    | 3  | 0 | 2 | 1 | 1  | 2  | −1   |                   |   | 1–2 | —   | —   | 0–0 |
| 4    | Sfaxien            | 1    | 3  | 0 | 1 | 2 | 0  | 2  | −2   |                   | — | 0–1 | —   | —   |     |

 Fuente: UAFA

### Grupo B
| Pos. | Equipo           | Pts. | PJ | G | E | P | GF | GC | Dif. | Clasificación     |   | SAD | HIL | WAC | AHT |
| ---- | ---------------- | ---- | -- | - | - | - | -- | -- | ---- | ----------------- | - | --- | --- | --- | --- |
| 1    | Al-Sadd          | 7    | 3  | 2 | 1 | 0 | 4  | 2  | +2   | Fase eliminatoria |   | —   | —   | 0–0 | 1–0 |
| 2    | Al-Hilal         | 4    | 3  | 1 | 1 | 1 | 4  | 4  | 0    | Fase eliminatoria |   | 2–3 | —   | 2–1 | —   |
| 3    | Wydad Casablanca | 2    | 3  | 0 | 2 | 1 | 2  | 3  | −1   |                   |   | —   | —   | —   | 1–1 |
| 4    | Al Ahli Trípoli  | 2    | 3  | 0 | 2 | 1 | 1  | 2  | −1   |                   | — | 0–0 | —   | —   |     |

 Fuente: UAFA

### Grupo C
| Pos. | Equipo    | Pts. | PJ | G | E | P | GF | GC | Dif. | Clasificación     |   | SHA | NAS | ZAM | MON |
| ---- | --------- | ---- | -- | - | - | - | -- | -- | ---- | ----------------- | - | --- | --- | --- | --- |
| 1    | Al-Shabab | 7    | 3  | 2 | 1 | 0 | 2  | 0  | +2   | Fase eliminatoria |   | —   | —   | 1–0 | 1–0 |
| 2    | Al-Nassr  | 5    | 3  | 1 | 2 | 0 | 5  | 2  | +3   | Fase eliminatoria |   | 0–0 | —   | —   | —   |
| 3    | Zamalek   | 4    | 3  | 1 | 1 | 1 | 5  | 2  | +3   |                   |   | —   | 1–1 | —   | 4–0 |
| 4    | Monastir  | 0    | 3  | 0 | 0 | 3 | 1  | 9  | −8   |                   | — | 1–4 | —   | —   |     |

 Fuente: UAFA

### Grupo D
| Pos. | Equipo          | Pts. | PJ | G | E | P | GF | GC | Dif. | Clasificación     |   | RAC | WAH | BEL | KUW |
| ---- | --------------- | ---- | -- | - | - | - | -- | -- | ---- | ----------------- | - | --- | --- | --- | --- |
| 1    | Raja Casablanca | 9    | 3  | 3 | 0 | 0 | 5  | 1  | +4   | Fase eliminatoria |   | —   | —   | —   | 2–0 |
| 2    | Al-Wahda        | 6    | 3  | 2 | 0 | 1 | 4  | 3  | +1   | Fase eliminatoria |   | 0–1 | —   | 2–1 | —   |
| 3    | Belouizdad      | 1    | 3  | 0 | 1 | 2 | 3  | 5  | −2   |                   |   | 1–2 | —   | —   | 1–1 |
| 4    | Al-Kuwait       | 1    | 3  | 0 | 1 | 2 | 2  | 5  | −3   |                   | — | 1–2 | —   | —   |     |

 Fuente: UAFA

## Fase eliminatoria

### Cuadro de desarrollo
|  | Cuartos de final   | Cuartos de final   |                     |       | Semifinales | Semifinales |  |  | Final | Final |
|  |                    |                    |                     |       |             |             |  |  |       |       |
|  | 5 de agosto – Taif |                    |                     |       |             |             |  |  |       |       |
|  |                    |                    |                     |       |             |             |  |  |       |       |
|  | Al-Ittihad         | 1                  |                     |       |             |             |  |  |       |       |
|  | Al-Ittihad         | 1                  | 9 de agosto – Taif  |       |             |             |  |  |       |       |
|  | Al-Hilal           | 3                  |                     |       |             |             |  |  |       |       |
|  | Al-Hilal           | 3                  | Al-Hilal            | 3     |             |             |  |  |       |       |
|  | 6 de agosto – Taif |                    | Al-Hilal            | 3     |             |             |  |  |       |       |
|  |                    | Al-Shabab          | 1                   |       |             |             |  |  |       |       |
|  | Al-Shabab          | Al-Shabab          | 1                   | 0 (5) |             |             |  |  |       |       |
|  | Al-Shabab          |                    | 12 de agosto – Taif | 0 (5) |             |             |  |  |       |       |
|  | Al-Wahda           | 0 (4)              |                     |       |             |             |  |  |       |       |
|  | Al-Wahda           | 0 (4)              | Al-Hilal            | 1     |             |             |  |  |       |       |
|  | 5 de agosto – Abha |                    | Al-Hilal            | 1     |             |             |  |  |       |       |
|  |                    | Al-Nassr (t. s.)   | 2                   |       |             |             |  |  |       |       |
|  | Al-Sadd            | Al-Nassr (t. s.)   | 2                   | 2     |             |             |  |  |       |       |
|  | Al-Sadd            | 9 de agosto – Abha |                     | 2     |             |             |  |  |       |       |
|  | Al-Shorta          | 4                  |                     |       |             |             |  |  |       |       |
|  | Al-Shorta          | 4                  | Al-Shorta           | 0     |             |             |  |  |       |       |
|  | 6 de agosto – Abha |                    | Al-Shorta           | 0     |             |             |  |  |       |       |
|  |                    | Al-Nassr           | 1                   |       |             |             |  |  |       |       |
|  | Raja Casablanca    | Al-Nassr           | 1                   | 1     |             |             |  |  |       |       |
|  | Raja Casablanca    |                    |                     | 1     |             |             |  |  |       |       |
|  | Al-Nassr           | 3                  |                     |       |             |             |  |  |       |       |
|  | Al-Nassr           | 3                  |                     |       |             |             |  |  |       |       |

Los horarios corresponden a la hora de Arabia Saudita (UTC+3).

### Cuartos de final
| 5 de agosto | Al-Sadd              | 2 – 4   | Al-Shorta                                         | Estadio Príncipe Sultán bin Abdul Aziz, Abha |                             |
| 18:00       | Afif 24' (pen.), 81' | Reporte | - Sabah 32' - Rostam 59' (pen.), 78' - Farhan 70' | Árbitro(s): Khaled Al-Teris                  | Árbitro(s): Khaled Al-Teris |

| 5 de agosto | Al-Ittihad    | 1 – 3   | Al-Hilal                                                         | King Fahd Sports City, Taif       |                                   |
| 21:00       | Romarinho 56' | Reporte | - Milinković-Savić 14' - S. Al-Dawsari 45+3' (pen.) - Malcom 70' | Árbitro(s): Abdulrahman Al-Jassim | Árbitro(s): Abdulrahman Al-Jassim |

| 6 de agosto | Raja Casablanca | 1 – 3   | Al-Nassr                                      | Estadio Príncipe Sultán bin Abdul Aziz, Abha |                              |
| 18:00       | Madu 41' (a.g.) | Reporte | - Ronaldo 19' - S. Al-Ghanam 29' - Fofana 38' | Árbitro(s): Mahmoud El-Banna                 | Árbitro(s): Mahmoud El-Banna |

| 6 de agosto | Al-Shabab                                          | 0 – 0 (5 – 4 p.)           | Al-Wahda                                             | King Fahd Sports City, Taif  |                              |
| 21:00       |                                                    | Reporte                    |                                                      | Árbitro(s): Lahlou Benbraham | Árbitro(s): Lahlou Benbraham |
|             |                                                    | Tiros desde el punto penal |                                                      |                              |                              |
|             | - Banega - Tambakti - Bahebri - Al-Ammar - Kanabah |                            | - João Pedro - Guanca - Jumaa - Nourollahi - Pimenta |                              |                              |

### Semifinales
| 9 de agosto | Al-Shorta | 0 – 1   | Al-Nassr           | Estadio Príncipe Sultán bin Abdul Aziz, Abha |                           |
| 18:00       |           | Reporte | Ronaldo 75' (pen.) | Árbitro(s): Adel Al-Naqbi                    | Árbitro(s): Adel Al-Naqbi |

| 9 de agosto | Al-Hilal                                    | 3 – 1   | Al-Shabab   | King Fahd Sports City, Taif |                       |
| 21:00       | - Kanno 9' - Malcom 45+3' - Al-Hamdan 90+5' | Reporte | Cuéllar 56' | Árbitro(s): Amin Omar       | Árbitro(s): Amin Omar |

### Final
| 12 de agosto | Al-Hilal    | 1 – 2 (t. s.) | Al-Nassr         | King Fahd Sports City, Taif |                            |
| 21:00        | Michael 51' | Reporte       | Ronaldo 74', 97' | Árbitro(s): Rédouane Jiyed  | Árbitro(s): Rédouane Jiyed |

| 21    | POR   | Mohammed Al-Owais       |        |
| 66    | DEF   | Saud Abdulhamid         |        |
| 3     | DEF   | Kalidou Koulibaly       | 83'    |
| 5     | DEF   | Ali Al-Bulaihi          |        |
| 12    | MED   | Yasir Al-Shahrani       | 83'    |
| 28    | MED   | Mohamed Kanno           | 105+2' |
| 8     | MED   | Rúben Neves             | 105+1' |
| 96    | MED   | Michael                 | 91'    |
| 22    | MED   | Sergej Milinković-Savić |        |
| 29    | MED   | Salem Al-Dawsari        |        |
| 77    | DEL   | Malcom                  | 105+1' |
| D. T. | D. T. | Jorge Jesus             |        |

| 44    | POR   | Nawaf Al-Aqidi       |        |
| 2     | DEF   | Sultan Al-Ghanam     |        |
| 78    | DEF   | Ali Lawgami          | 79'    |
| 5     | DEF   | Abdulelah Al-Amri    |        |
| 15    | DEF   | Alex Telles          |        |
| 6     | MED   | Seko Fofana          |        |
| 17    | MED   | Abdullah Al-Khaibari | 80'    |
| 94    | MED   | Anderson Talisca     | 91'    |
| 77    | MED   | Marcelo Brozović     | 120+2' |
| 10    | MED   | Sadio Mané           | 120'   |
| 7     | DEL   | Cristiano Ronaldo    | 115'   |
| D. T. | D. T. | Luís Castro          |        |

| 2  | DEF | Mohammed Al-Breik  | 83'    |
| 70 | DEF | Mohammed Jahfali   | 83'    |
| 14 | DEL | Abdullah Al-Hamdan | 91'    |
| 49 | DEL | Abdullah Radif     | 105+1' |
| 19 | DEL | André Carrillo     | 105+1' |
| 43 | MED | Musab Al-Juwayr    | 105+2' |

| 4  | DEF | Mohammed Al-Fatil       | 79'    |
| 13 | DEF | Ghislain Konan          | 80'    |
| 29 | DEL | Abdulrahman Ghareeb     | 91'    |
| 19 | MED | Ali Al-Hassan           | 115'   |
| 46 | MED | Abdulaziz Al-Aliwa      | 120'   |
| 8  | MED | Abdulmajeed Al-Sulayhem | 120+2' |

| 51' | Michael | 1:0 |

| 74' · 98' | Cristiano Ronaldo | 1:1 1:2 |

| 43' · 43' | Kalidou Koulibaly Ali Al-Bulaihi |

| 32' · 43' · 48' · 110' · 118' | Marcelo Brozović Sultan Al-Ghanam Sadio Mané Ghislain Konan Abdulmajeed Al-Sulayhem |

| 71' | Abdulelah Al-Amri |

| Principal  | Redoune Jiyed    |
| Asistentes | Lahcen Azgaou    |
|            | Mostafa Akarkad  |
| Cuarto     | Mahmoud El Banna |

| VAR            | Samir Guezzaz   |
| Asistentes VAR | Mokrane Gourari |

|  |                    |     |     |
|  | Tiros              | 20  | 19  |
|  | Tiros a puerta     | 4   | 10  |
|  | Faltas             | 23  | 8   |
|  | Saques de esquina  | 8   | 5   |
|  | Penaltis           | 0   | 0   |
|  | Fueras de juego    | 5   | 12  |
|  | Posesión del balón | 57% | 43% |

| 21    | POR   | Mohammed Al-Owais       |        |
| 66    | DEF   | Saud Abdulhamid         |        |
| 3     | DEF   | Kalidou Koulibaly       | 83'    |
| 5     | DEF   | Ali Al-Bulaihi          |        |
| 12    | MED   | Yasir Al-Shahrani       | 83'    |
| 28    | MED   | Mohamed Kanno           | 105+2' |
| 8     | MED   | Rúben Neves             | 105+1' |
| 96    | MED   | Michael                 | 91'    |
| 22    | MED   | Sergej Milinković-Savić |        |
| 29    | MED   | Salem Al-Dawsari        |        |
| 77    | DEL   | Malcom                  | 105+1' |
| D. T. | D. T. | Jorge Jesus             |        |

| 44    | POR   | Nawaf Al-Aqidi       |        |
| 2     | DEF   | Sultan Al-Ghanam     |        |
| 78    | DEF   | Ali Lawgami          | 79'    |
| 5     | DEF   | Abdulelah Al-Amri    |        |
| 15    | DEF   | Alex Telles          |        |
| 6     | MED   | Seko Fofana          |        |
| 17    | MED   | Abdullah Al-Khaibari | 80'    |
| 94    | MED   | Anderson Talisca     | 91'    |
| 77    | MED   | Marcelo Brozović     | 120+2' |
| 10    | MED   | Sadio Mané           | 120'   |
| 7     | DEL   | Cristiano Ronaldo    | 115'   |
| D. T. | D. T. | Luís Castro          |        |

| 2  | DEF | Mohammed Al-Breik  | 83'    |
| 70 | DEF | Mohammed Jahfali   | 83'    |
| 14 | DEL | Abdullah Al-Hamdan | 91'    |
| 49 | DEL | Abdullah Radif     | 105+1' |
| 19 | DEL | André Carrillo     | 105+1' |
| 43 | MED | Musab Al-Juwayr    | 105+2' |

| 4  | DEF | Mohammed Al-Fatil       | 79'    |
| 13 | DEF | Ghislain Konan          | 80'    |
| 29 | DEL | Abdulrahman Ghareeb     | 91'    |
| 19 | MED | Ali Al-Hassan           | 115'   |
| 46 | MED | Abdulaziz Al-Aliwa      | 120'   |
| 8  | MED | Abdulmajeed Al-Sulayhem | 120+2' |

| 51' | Michael | 1:0 |

| 74' · 98' | Cristiano Ronaldo | 1:1 1:2 |

| 43' · 43' | Kalidou Koulibaly Ali Al-Bulaihi |

| 32' · 43' · 48' · 110' · 118' | Marcelo Brozović Sultan Al-Ghanam Sadio Mané Ghislain Konan Abdulmajeed Al-Sulayhem |

| 71' | Abdulelah Al-Amri |

| Principal  | Redoune Jiyed    |
| Asistentes | Lahcen Azgaou    |
|            | Mostafa Akarkad  |
| Cuarto     | Mahmoud El Banna |

| VAR            | Samir Guezzaz   |
| Asistentes VAR | Mokrane Gourari |

|  |                    |     |     |
|  | Tiros              | 20  | 19  |
|  | Tiros a puerta     | 4   | 10  |
|  | Faltas             | 23  | 8   |
|  | Saques de esquina  | 8   | 5   |
|  | Penaltis           | 0   | 0   |
|  | Fueras de juego    | 5   | 12  |
|  | Posesión del balón | 57% | 43% |

| 21    | POR   | Mohammed Al-Owais       |        |
| 66    | DEF   | Saud Abdulhamid         |        |
| 3     | DEF   | Kalidou Koulibaly       | 83'    |
| 5     | DEF   | Ali Al-Bulaihi          |        |
| 12    | MED   | Yasir Al-Shahrani       | 83'    |
| 28    | MED   | Mohamed Kanno           | 105+2' |
| 8     | MED   | Rúben Neves             | 105+1' |
| 96    | MED   | Michael                 | 91'    |
| 22    | MED   | Sergej Milinković-Savić |        |
| 29    | MED   | Salem Al-Dawsari        |        |
| 77    | DEL   | Malcom                  | 105+1' |
| D. T. | D. T. | Jorge Jesus             |        |

| 44    | POR   | Nawaf Al-Aqidi       |        |
| 2     | DEF   | Sultan Al-Ghanam     |        |
| 78    | DEF   | Ali Lawgami          | 79'    |
| 5     | DEF   | Abdulelah Al-Amri    |        |
| 15    | DEF   | Alex Telles          |        |
| 6     | MED   | Seko Fofana          |        |
| 17    | MED   | Abdullah Al-Khaibari | 80'    |
| 94    | MED   | Anderson Talisca     | 91'    |
| 77    | MED   | Marcelo Brozović     | 120+2' |
| 10    | MED   | Sadio Mané           | 120'   |
| 7     | DEL   | Cristiano Ronaldo    | 115'   |
| D. T. | D. T. | Luís Castro          |        |

| 2  | DEF | Mohammed Al-Breik  | 83'    |
| 70 | DEF | Mohammed Jahfali   | 83'    |
| 14 | DEL | Abdullah Al-Hamdan | 91'    |
| 49 | DEL | Abdullah Radif     | 105+1' |
| 19 | DEL | André Carrillo     | 105+1' |
| 43 | MED | Musab Al-Juwayr    | 105+2' |

| 4  | DEF | Mohammed Al-Fatil       | 79'    |
| 13 | DEF | Ghislain Konan          | 80'    |
| 29 | DEL | Abdulrahman Ghareeb     | 91'    |
| 19 | MED | Ali Al-Hassan           | 115'   |
| 46 | MED | Abdulaziz Al-Aliwa      | 120'   |
| 8  | MED | Abdulmajeed Al-Sulayhem | 120+2' |

| 51' | Michael | 1:0 |

| 74' · 98' | Cristiano Ronaldo | 1:1 1:2 |

| 43' · 43' | Kalidou Koulibaly Ali Al-Bulaihi |

| 32' · 43' · 48' · 110' · 118' | Marcelo Brozović Sultan Al-Ghanam Sadio Mané Ghislain Konan Abdulmajeed Al-Sulayhem |

| 71' | Abdulelah Al-Amri |

| Principal  | Redoune Jiyed    |
| Asistentes | Lahcen Azgaou    |
|            | Mostafa Akarkad  |
| Cuarto     | Mahmoud El Banna |

| VAR            | Samir Guezzaz   |
| Asistentes VAR | Mokrane Gourari |

|  |                    |     |     |
|  | Tiros              | 20  | 19  |
|  | Tiros a puerta     | 4   | 10  |
|  | Faltas             | 23  | 8   |
|  | Saques de esquina  | 8   | 5   |
|  | Penaltis           | 0   | 0   |
|  | Fueras de juego    | 5   | 12  |
|  | Posesión del balón | 57% | 43% |

| 21    | POR   | Mohammed Al-Owais       |        |
| 66    | DEF   | Saud Abdulhamid         |        |
| 3     | DEF   | Kalidou Koulibaly       | 83'    |
| 5     | DEF   | Ali Al-Bulaihi          |        |
| 12    | MED   | Yasir Al-Shahrani       | 83'    |
| 28    | MED   | Mohamed Kanno           | 105+2' |
| 8     | MED   | Rúben Neves             | 105+1' |
| 96    | MED   | Michael                 | 91'    |
| 22    | MED   | Sergej Milinković-Savić |        |
| 29    | MED   | Salem Al-Dawsari        |        |
| 77    | DEL   | Malcom                  | 105+1' |
| D. T. | D. T. | Jorge Jesus             |        |

| 44    | POR   | Nawaf Al-Aqidi       |        |
| 2     | DEF   | Sultan Al-Ghanam     |        |
| 78    | DEF   | Ali Lawgami          | 79'    |
| 5     | DEF   | Abdulelah Al-Amri    |        |
| 15    | DEF   | Alex Telles          |        |
| 6     | MED   | Seko Fofana          |        |
| 17    | MED   | Abdullah Al-Khaibari | 80'    |
| 94    | MED   | Anderson Talisca     | 91'    |
| 77    | MED   | Marcelo Brozović     | 120+2' |
| 10    | MED   | Sadio Mané           | 120'   |
| 7     | DEL   | Cristiano Ronaldo    | 115'   |
| D. T. | D. T. | Luís Castro          |        |

| 2  | DEF | Mohammed Al-Breik  | 83'    |
| 70 | DEF | Mohammed Jahfali   | 83'    |
| 14 | DEL | Abdullah Al-Hamdan | 91'    |
| 49 | DEL | Abdullah Radif     | 105+1' |
| 19 | DEL | André Carrillo     | 105+1' |
| 43 | MED | Musab Al-Juwayr    | 105+2' |

| 4  | DEF | Mohammed Al-Fatil       | 79'    |
| 13 | DEF | Ghislain Konan          | 80'    |
| 29 | DEL | Abdulrahman Ghareeb     | 91'    |
| 19 | MED | Ali Al-Hassan           | 115'   |
| 46 | MED | Abdulaziz Al-Aliwa      | 120'   |
| 8  | MED | Abdulmajeed Al-Sulayhem | 120+2' |

| 51' | Michael | 1:0 |

| 74' · 98' | Cristiano Ronaldo | 1:1 1:2 |

| 43' · 43' | Kalidou Koulibaly Ali Al-Bulaihi |

| 32' · 43' · 48' · 110' · 118' | Marcelo Brozović Sultan Al-Ghanam Sadio Mané Ghislain Konan Abdulmajeed Al-Sulayhem |

| 71' | Abdulelah Al-Amri |

| Principal  | Redoune Jiyed    |
| Asistentes | Lahcen Azgaou    |
|            | Mostafa Akarkad  |
| Cuarto     | Mahmoud El Banna |

| VAR            | Samir Guezzaz   |
| Asistentes VAR | Mokrane Gourari |

|  |                    |     |     |
|  | Tiros              | 20  | 19  |
|  | Tiros a puerta     | 4   | 10  |
|  | Faltas             | 23  | 8   |
|  | Saques de esquina  | 8   | 5   |
|  | Penaltis           | 0   | 0   |
|  | Fueras de juego    | 5   | 12  |
|  | Posesión del balón | 57% | 43% |

|                              |
| Bandera de Arabia Saudita    |
| Campeón Al-Nassr 1.er título |

## Goleadores
| Pos. | Jugador           | Equipo                | Goles | Asistencia |
| ---- | ----------------- | --------------------- | ----- | ---------- |
| 1    | Cristiano Ronaldo | Al-Nassr              | 6     | 0          |
| 2    | Karim Benzema     | Al-Ittihad            | 3     | 1          |
| 3    | Salem Al-Dawsari  | Al-Hilal              | 2     | 1          |
| 4    | Aso Rostom        | Al-Shorta Sports Club | 2     | 1          |
| 5    | Akram Afif        | Al-Sadd Sports Club   | 2     | 0          |